# Traugott Grohmann

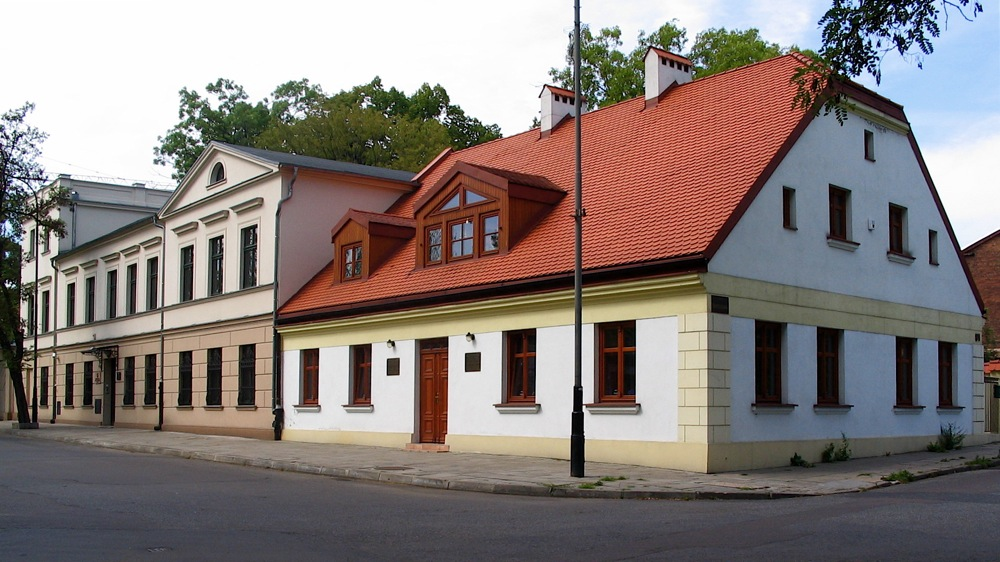
Domek Traugotta Grohmanna; typowy przykład budownictwa z pierwszego okresu przemysłowej Łodzi

Traugott Karol Grohmann (ur. 12 października 1785 w Sebnitz, zm. 25 sierpnia 1874 w Łodzi) – fabrykant i przemysłowiec.
Przybył do Polski około roku 1820 z Saksonii i osiedlił się w Warszawie. Początkowo wytwarzał wyroby skórzane. W 1827 roku przeprowadził się do Zgierza i tu założył manufakturę wyrobów bawełnianych. W roku 1833 w spółce z bratem Karolem, prowadził tkalnię płócien oraz przędzalnię bawełny.
W 1841 roku wraz z rodziną przeniósł się do Łodzi, tam przejął w dzierżawę teren zwany Lamusem i uruchomił przędzalnię mechaniczną. Wybudował fabrykę i dom przy zbiegu dzisiejszych ulic Tylnej i Targowej. W 1853 roku zatrudniał 122 osoby, a roczne obroty wyniosły 55 460 rubli. W latach 1852–1856 procesował się ze swoim bratem, który zarzucił mu oszustwa podatkowe. Proces przegrał, a Karol wystąpił ze spółki. W 1854 roku zainstalował w swoim przedsiębiorstwie maszynę parową. 
Po śmierci Traugotta kierownictwo zakładów przejął jego syn, Ludwik, i przekształcił je w firmę „Ludwik Grohman”.